# Piadena
Piadena is een gemeente in de Italiaanse provincie Cremona (regio Lombardije) en telt 3583 inwoners (31-12-2004). De oppervlakte bedraagt 19,8 km², de bevolkingsdichtheid is 185 inwoners per km².
De volgende frazioni maken deel uit van de gemeente: S.Lorenzo Guazzone, S.Paolo Ripa Oglio.

## Demografie
Piadena telt ongeveer 1493 huishoudens. Het aantal inwoners daalde in de periode 1991-2001 met 3,0% volgens cijfers uit de tienjaarlijkse volkstellingen van ISTAT.
| Jaar | Inwoneraantal |
| ---- | ------------- |
| 1991 | 3623          |
| 2001 | 3516          |

## Geografie
De gemeente ligt op ongeveer 34 m boven zeeniveau.
Piadena grenst aan de volgende gemeenten: Calvatone, Canneto sull'Oglio (MN), Casteldidone, Drizzona, Rivarolo Mantovano (MN), San Giovanni in Croce, Solarolo Rainerio, Tornata, Voltido.